# Jolanta Fedak
Jolanta Beata Fedak z domu Pietruńko (ur. 21 września 1960 w Żarach, zm. 31 grudnia 2020 w Zielonej Górze) – polska polityk, politolog i działaczka samorządowa, w latach 2007–2011 minister pracy i polityki społecznej, posłanka na Sejm IX kadencji (2019–2020).

## Życiorys
Córka Jana i Wiktorii. Absolwentka studiów o specjalności nauczycielskiej w Instytucie Nauk Politycznych Uniwersytetu Wrocławskiego (1984). Kształciła się podyplomowo w zakresie administracji na Uniwersytecie im. Adama Mickiewicza w Poznaniu oraz zarządzania oświatą na Uniwersytecie Szczecińskim. Od początku lat 90. należała do Polskiego Stronnictwa Ludowego, była zatrudniona jako etatowy pracownik partii w Zielonej Górze. Po reformie samorządowej została powołana na stanowisko wicemarszałka lubuskiego. W rządzie Leszka Millera z rekomendacji PSL objęła funkcję wicewojewody lubuskiego, którą pełniła od 14 listopada 2001 do 3 marca 2003. Była następnie sekretarzem gminy Krosno Odrzańskie.
Bezskutecznie kandydowała do Sejmu w wyborach parlamentarnych w 2001 i do Senatu w wyborach w 2005. Bez powodzenia ubiegała się także o stanowisko prezydenta Zielonej Góry w wyborach samorządowych w 2006 (otrzymała 704 głosy). Została jednocześnie powołana w skład zarządu województwa w zawiązanej przez PO, PiS i PSL koalicji.
Od 2005 do 2012 była wiceprezesem Naczelnego Komitetu Wykonawczego PSL, a od 2008 stała na czele lubuskich struktur tej partii.
Kandydowała także do Senatu w wyborach parlamentarnych w 2007 z okręgu zielonogórskiego z ramienia PSL. Nie uzyskała mandatu, zdobywając 45 719 głosów. 16 listopada 2007 została ministrem pracy i polityki społecznej w pierwszym rządzie Donalda Tuska.
W wyborach w 2011 kandydowała do Sejmu z 1. miejsca na liście PSL w okręgu zielonogórskim, zdobywając 4692 głosy i nie uzyskując mandatu. 18 listopada 2011 zakończyła urzędowanie na funkcji ministra.
W 2013 została zatrudniona na stanowisku radcy prezesa ZUS, zaś od 2015 do 2017 kierowała Wojewódzkim Funduszem Gospodarki Wodnej i Ochrony Środowiska w Zielonej Górze. W wyborach do Parlamentu Europejskiego w 2014 kandydowała z okręgu nr 13, nie uzyskując mandatu. W wyborach w 2015 ponownie otwierała lubuską listę kandydatów PSL do Sejmu. W 2019 ubiegała się o mandat europosłanki z listy Koalicji Europejskiej, nie została wówczas wybrana.
W wyborach krajowych w tym samym roku z ramienia PSL uzyskała mandat posłanki IX kadencji, otrzymując w okręgu lubuskim 13 792 głosy. Zmarła w trakcie kadencji, mandat po niej objął Łukasz Mejza.

## Życie prywatne
Jolanta Fedak była mężatką, miała córkę Agatę.
Zmagała się z chorobą nowotworową; zmarła 31 grudnia 2020. 7 stycznia 2021 została pochowana na Cmentarzu Komunalnym w Zielonej Górze.

## Odznaczenia
- Krzyż Komandorski Orderu Odrodzenia Polski – 2021 (pośmiertnie)[19][20]
- Odznaka Honorowa za Zasługi dla Województwa Lubuskiego – 2012[21]